# Buxus
Buxus és un gènere d'angiospermes de la família Buxaceae. Són arbres o arbusts perennes de mida menuda o mitjana. S'han descrit una setantena d'espècies esteses per les regions tropicals i subtropicals de tot el món, entre les quals 30 es troben a Cuba, 17 a la Xina i 9 a Madagascar. Són plantes que es fan servir en jardineria i per a bonsai. Algunes espècies tenen usos medicinals.
Als Països Catalans s'hi fan només el boix comú (Buxus sempervirens) i el boix baleàric (Buxus balearica) que són les úniques espècies del gènere que aguanten les glaçades. Es troben a la muntanya submediterrània, prefereix els terrenys calcaris, entre 100 i 1.600 d'altitud.

El boix també apareix com a motiu heràldic. Escut d'Alfarràs

## Taxonomia
Euràsia i Àfrica del Nord
- Buxus austro-yunnanensis (Xina)
- Buxus balearica - boix baleàric, (Mediterrani occidental)
- Buxus bodinieri (Xina)
- Buxus cephalantha (Xina)
- Buxus cochinchensis (Malaisia)
- Buxus colchica (Caucas occidental; considerat també com a sinònims de B. sempervirens)
- Buxus hainanensis (Xina: Hainan)
- Buxus harlandii (Xina)
- Buxus hebecarpa (Xina)
- Buxus henryi (Xina)
- Buxus hyrcana (Alborz, Caucas oriental; considerat també com a sinònims de B. sempervirens)
- Buxus ichangensis (Xina)
- Buxus latistyla (Xina)
- Buxus linearifolia (Xina)
- Buxus megistophylla (Xina)
- Buxus microphylla – boix japonès (Corea, Xina; Japó)
- Buxus mollicula (Xina)
- Buxus myrica (Xina)
- Buxus papillosa (Himalaia occidental)
- Buxus pubiramea (Xina)
- Buxus rivularis (Filipines)
- Buxus rolfei (Borneo)
- Buxus rugulosa (Xina, Himalaia oriental)
- Buxus rupicola (Malaysia)
- Buxus sempervirens boix, boix blanc o boix mascle (Europa meridional)
- Buxus sinica (Xina, Corea, Japó)
- Buxus stenophylla (Xina)
- Buxus wallichiana

Àfrica, Madagascar
- Buxus acuminata (Àfrica: Congo; syn. Notobuxus acuminata)
- Buxus calcarea (Madagascar; endèmic)
- Buxus capuronii (Madagascar; endèmic)
- Buxus hildebrantii (Somalia, Etiòpia)
- Buxus humbertii (Madagascar; endèmic)
- Buxus itremoensis (Madagascar; endèmic)
- Buxus lisowskii (Congo)
- Buxus macowanii (Àfrica del Sud)
- Buxus macrocarpa (Madagascar; endèmic)
- Buxus madagascarica (Madagascar, Comores)
- Buxus monticola (Madagascar; endèmic)
- Buxus moratii (Madagascar, Comores)
- Buxus natalensis (Àfrica del Sud; syn. Notobuxus natalensis)
- Buxus obtusifolia (Àfrica oriental; syn. Notobuxus obtusifolia)
- Buxus rabenantoandroi (Madagascar; endèmic; syn. B. angustifolia GE Schatz i Lowry non Mill.)

Continent Americà
- Buxus aneura (Cuba)
- Buxus bartletii (Amèrica Central)
- Buxus brevipes (Cuba)
- Buxus citrifolia (Veneçuela)
- Buxus crassifolia (Cuba)
- Buxus ekmanii (Cuba)
- Buxus excisa (Cuba)
- Buxus heterophylla (Cuba)
- Buxus imbricata (Cuba)
- Buxus lancifolia (Mèxic)
- Buxus macrophylla (Amèrica Central)
- Buxus mexicana (Mèxic)
- Buxus muelleriana (Cuba)
- Buxus olivacea (Cuba)
- Buxus pilosula (Cuba)
- Buxus portoricensis (Puerto Pico)
- Buxus pubescens (Mèxic)
- Buxus rheedioides (Cuba)
- Buxus vahlii (Puerto Pico; syn. B. laevigata)